# Santiago Derqui

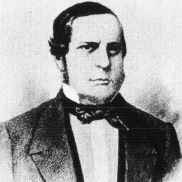
Santiago Derqui

Santiago Rafael Luis Manuel José María Derqui Rodríguez (Córdoba, 21 juni 1809 – Corrientes, 5 november 1867) was president van Argentinië van 5 maart 1860 tot 5 november 1861. Hij staat afgebeeld op het 10 Australes biljet, dat nu niet meer wordt gebruikt.

## Achtergrond
Derqui studeerde aan de universiteit van Córdoba, waar hij in 1831 afstudeerde in de Rechten. Op deze universiteit werd hij hoogleraar rechten en filosofie, en later werd hij ook vicevoorzitter. In 1845 trouwde hij met Modesta Garcia de Cossio, met wie hij drie zoons en drie dochters kreeg.

## Politiek
Hij bekleedde verschillende functies in het provinciale bestuur van Corrientes, en was assistent van José María Paz. President Justo José de Urquiza stuurde hem naar Paraguay voor een aantal buitenlandse missies.
Na gewerkt te hebben voor president Urquiza, werd Derqui zelf president. Omdat hij uit Córdoba kwam en niet uit Buenos Aires, werd aangenomen dat onder zijn regering, de opstanden van de provinciale regeringen tegen de federale regering eindelijk zouden ophouden. Derqui paste een aantal grondwetswijzigingen toe en hernoemde het land República Argentina. De voornamelijk centralistische wijzigingen vielen niet in goede aarde bij de leiders van de provincies, wat leidde tot de Slag bij Pavón. Toen hij de hopeloosheid van de situatie inzag, trad hij af en vluchtte hij naar Montevideo.
In ballingschap werd hij geholpen door president Bartolomé Mitre om terug te keren naar zijn vrouw in Corrientes, waar hij een paar jaar later overleed.
- Gemeinsame Normdatei: 1199377937
- International Standard Name Identifier: 0000 0000 3347 836X
- Library of Congress Control Number: n96115345
- Système universitaire de documentation: 223785091
- Virtual International Authority File: 43576207
- WorldCat: E39PBJkTckYBrpPgtQgMQJBXVC